# بيريز مورتون
بيريز مورتون (بالإنجليزية: Perez Morton)‏ هو محامي وسياسي أمريكي، ولد في 13 نوفمبر 1751 في الولايات المتحدة، وتوفي في 14 أكتوبر 1837 في الولايات المتحدة. انتخب عضو مجلس نواب ماساتشوستس.